# Miquel Ferrando de la Càrcel
Miquel Ferrando de la Càrcel, Ciutat de Mallorca 1576-1652, fou escriptor en català i algutzir reial de Mallorca des de 1608, fou partidari actiu dels Canavall i alhora participà en la repressió dels bandejats.
Com escriptor publicà el tractat moral Vigilant despertador, el 1623 i el poema moral Tractat de vicis i mals costums de la present temporada, el 1625, obra que malgrat la inclusió d'elements cultes aprofita la tradició dels glosadors populars mallorquins i que fou reeditada almenys en cinc ocasions a Mallorca, Barcelona i Girona.
A vegades s'ha cregut que els autors de les dues obres eren pare i fill a causa del fet que Joaquim Maria Bover de Rosselló així ho va considerar al segle xix.